# Кеттенкамп
Кеттенкамп (нем. Kettenkamp) — община в Германии, в земле Нижняя Саксония.
Входит в состав района Оснабрюк. Подчиняется управлению Берзенбрюк. Население составляет 1723 человека (на 31 декабря 2010 года). Занимает площадь 12,88 км².
| Год  | Население |
| ---- | --------- |
| 1990 | 1236      |
| 1995 | 1419      |
| 2000 | 1697      |
| 2005 | 1704      |
| 2010 | 1709      |